# José Nieto (Schauspieler)

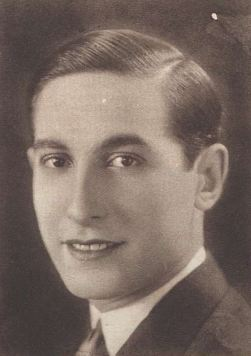
José Nieto

José García Nieto (* 3. Mai 1903 in Murcia, Spanien; † 10. August 1982 in Matalascañas, Spanien) war ein spanischer Schauspieler.

## Leben
Nieto verbrachte seine Kindheit in Madrid und Valencia. Als Josele war er als Stierkämpfer und Pferdehändler tätig, bis er 1925 ins Schauspielfach wechselte. Er hatte die Aufmerksamkeit des Regisseurs Florián Rey erregt, der ihn in El Lazarillo de Tormes besetzte; bald darauf spielte Nieto regelmäßig in Filmen.
Zu Beginn der 1930er Jahre ging er nach Hollywood, um dort spanische Versionen von amerikanischen Produktionen zu spielen; die Paramount Pictures schickten ihn 1933 nach Paris, um dieselbe Tätigkeit dort auszuführen. 1936 wurde er Geschäftsführer des Teatro Cómico in Barcelona.
Nach dem Spanischen Bürgerkrieg spielte er auch einige Rollen in propagandistischen Filmen und stieg bis zum Ende der 1940er Jahre zu einem der größten spanischen Stars auf. Mehr und mehr wurde er auch in internationalen Produktionen unter bekannten Regisseuren wie Stanley Kramer, Nicholas Ray, Orson Welles und David Lean besetzt. Nieto blieb bis zu seinem Tode aktiv.

## Filmografie (Auswahl)
- 1925: El Lazarillo de Tormes – Regie: Florián Rey
- 1948: Mare Nostrum
- 1950: Der schwarze Jack (Black Jack)
- 1953: Der Verräter des Herrn – Judas Ischariot (El beso de Judas)
- 1953: Sombrero
- 1955: Das Geheimnis des Marcellino (Marcelino pan y vino)
- 1956: Alexander der Große (Alexander the Great)
- 1957: In einem anderen Land (A Farewell to Arms)
- 1957: In ihren Augen ist immer Nacht (Les Bijoutiers du clair de lune)
- 1957: Die letzte Chance (La mina)
- 1957: Stolz und Leidenschaft (The Pride and the Passion)
- 1959: Beherrscher der Meere (John Paul Jones)
- 1959: Salomon und die Königin von Saba (Solomon and Sheba)
- 1960: Die Sklaven Roms (La rivolta degli schiavi)
- 1961: König der Könige (King Of Kings)
- 1962: Bis aufs Blut (Tierra brutal)
- 1962: Der Sohn von Captain Blood (Il figlio del Capitan Blood)
- 1963: 55 Tage in Peking (55 Days at Peking)
- 1963: Eddie – Miezen und Moneten (Tela de araña)
- 1963: Mit Faust und Degen (Il magnifico avventuriero)
- 1964: Das Gesetz der Zwei (I due violenti)
- 1964: Der Rächer von Venedig (Il ponte dei sospiri)
- 1964: Der Rancher vom Colorado-River (L'uomo della valle maledetta)
- 1965: Durchs wilde Kurdistan
- 1965: Falstaff
- 1965: Doktor Schiwago (Doctor Zhivago)
- 1965: Ein Mann wie Kid Rodelo (Kid Rodelo)
- 1965: El proscrito del Río Colorado
- 1965: Der Tiger parfümiert sich mit Dynamit (Le Tigre se parfume à la dynamite)
- 1965: Die Verfluchten der Pampas (Pampa salvaje)
- 1967: Cervantes – Der Abenteurer des Königs (Cervantes)
- 1967: Die Grausamen (I crudeli)
- 1968: Die Vampire des Dr. Dracula (La marca del hombre lobo)
- 1971: El bandido Malpelo
- 1971: Black Beauty
- 1971: Catlow – Leben ums Verrecken (Catlow)
- 1971: Knie nieder und friß Staub (Anda muchacho, spara!)
- 1971: Rivalen unter roter Sonne (Soleil rouge)
- 1972: Summertime-Killer (Un verano para matar)
- 1973: Wilde Pferde (Valdez, il mezzosangue)
- 1980: Hijos de papá